# E. Preston Ames
Edgar Preston Ames est un directeur artistique américain né le 15 juin 1906 à San Mateo (Californie) et mort le 20 juillet 1983 à Los Angeles (Californie).

## Biographie
Edgar Preston Ames étudie l'architecture en France au début des années 1930, puis travaille à San Francisco pour Arthur Brown, Jr.. Lors de la Grande Dépression, le travail d'architecte manquant, il cherche du travail à Hollywood. Cedric Gibbons, directeur artistique à la MGM, impressionné par ses dessins l'engage.
Au début de sa carrière, il travaille surtout pour des séries B, puis sur des films plus importants, notamment ceux de Vincente Minnelli.

## Filmographie (sélection)
- 1951 : Un Américain à Paris (An American in Paris) de Vincente Minnelli
- 1953 : Tous en scène (The Band Wagon) de Vincente Minnelli
- 1953 : Histoire de trois amours (The Story of Three Loves) de Gottfried Reinhardt et Vincente Minnelli
- 1954 : Brigadoon de Vincente Minnelli
- 1955 : Kismet de Vincente Minnelli et Stanley Donen
- 1955 : La Toile d'araignée (The Cobweb) de Vincente Minnelli
- 1956 : La Vie passionnée de Vincent van Gogh (Lust for Life) de Vincente Minnelli
- 1957 : La Femme modèle (Designing Woman) de Vincente Minnelli
- 1958 : Gigi de Vincente Minnelli
- 1960 : Un numéro du tonnerre (Bells Are Ringing) de Vincente Minnelli
- 1960 : Celui par qui le scandale arrive (Home from the Hill) de Vincente Minnelli
- 1961 : Branle-bas au casino (The Honeymoon Machine) de Richard Thorpe
- 1964 : La Reine du Colorado (The Unsinkable Molly Brown) de Charles Walters
- 1970 : Brewster McCloud de Robert Altman
- 1970 : Des fraises et du sang (The Strawberry Statement) de Stuart Hagmann
- 1970 : Airport de George Seaton
- 1974 : Tremblement de terre (Earthquake) de Mark Robson
- 1975 : Une bible et un fusil (Rooster Cogburn) de Stuart Millar
- 1980 : Le Dernier Vol de l'arche de Noé (The Last Flight of Noah's Ark) de Charles Jarrott

## Distinctions
- Oscar des meilleurs décors

### Récompenses
- en 1952 pour Un Américain à Paris
- en 1959 pour Gigi

### Nominations
- en 1954 pour Histoire de trois amours
- en 1955 pour Brigadoon
- en 1957 pour La Vie passionnée de Vincent van Gogh
- en 1965 pour La Reine du Colorado
- en 1971 pour Airport
- en 1975 pour Tremblement de terre